# Селиванов, Леонид Михайлович
Леонид Михайлович Селиванов (1870 — 1925) — подполковник 10-го уланского Одесского полка, герой Первой мировой войны, участник Белого движения.

## Биография
Окончил Ярославскую военную школу (1887) и Тверское кавалерийское юнкерское училище по 2-му разряду (1890), откуда выпущен был эстандарт-юнкером. Произведен в корнеты 37-го драгунского Военного Ордена полка со старшинством с 28 октября 1891 года.
25 марта 1894 года переведен в Отдельный корпус пограничной стражи. Служил в Ломжинской и Волынской бригадах пограничной стражи. Произведен в поручики 6 декабря 1896 года, в штабс-ротмистры — 6 декабря 1900 года, в ротмистры — 6 декабря 1904 года. Уволен от службы 31 декабря 1904 года за болезнью.
16 июля 1906 года определен на службу в Министерство внутренних дел с зачислением по армейской кавалерии, был офицером конно-полицейской стражи Волынской губернии.
С началом Первой мировой войны, 15 сентября 1914 года переведен в 10-й уланский Одесский полк. Удостоен ордена Св. Георгия 4-й степени
За то, что в бою 23 марта 1915 года, состоя в прикомандировании к 240-му пехотному Ваврскому полку и командуя 9-й ротой этого полка, атаковал австрийцев, занимавших позицию на высоте 801, что юго-восточнее д. Устржики-Горные, замыкавшую горный путь на юг, и, несмотря на крайне тяжелые условия горной местности, пересеченной, покрытой лесом, заваленной глубоким снегом, местами до человеческого роста, под сильным фронтальным и фланговым огнем, стремительным натиском выбил австрийцев из занимаемых ими окопов, причем с боя захватил два действующих пулемета и свыше ста пленных австрийцев.
Произведен в подполковники 3 октября 1916 года на основании Георгиевского статута.
С началом Гражданской войны прибыл на Дон в Добровольческую армию. Участвовал в 1-м Кубанском походе в должности командира 1-го эскадрона 1-го кавалерийского дивизиона. В эмиграции в Болгарии. Умер в 1925 году в Приюте Русского общества Красного Креста на Шипке.

## Награды
- Орден Святого Станислава 3-й ст. (ВП по ОКПС 28.03.1904)
- Орден Святого Георгия 4-й ст. (ВП 23.01.1917)